# Swen Persson (politiker)
För andra betydelser, se Sven Persson.
Swen Persson, Persson i Fritorp, född 28 april 1875 i Nymö, död 16 januari 1937 i Oppmanna församling, Kristianstads län, var en svensk lantbrukare och högerpolitiker. 
Persson blev i september 1902 som representant för Liberala samlingspartiet invald till riksdagen i Villands härads valkrets, men valet ogiltigförklarades efter en överklagan och i omvalet i november 1902 blev Persson besegrad av den sittande riksdagsledamoten i valkretsen.
Som representant för Lantmanna- och borgarpartiet var Persson var riksdagsledamot i andra kammaren 1916–1936, invald i Kristianstads läns sydöstra valkrets fram till 1921 och från 1922 invald i Kristianstads läns valkrets.